# Єманжелинський район
Єманжелинський район - муніципальне утворення в Челябінській області Росії.
Адміністративний центр - місто Єманжелинськ.

## Географія
Площа району - 129 км².

## Історія
Назва його походить від назви села Єманжелинка. Переказ свідчить: «При пересуванні на схід з районів Волги до Казахстану татаро-башкирські племена, розшукуючи зручне місце для стоянки, облюбували річечку, яку назвали на честь двох воїнів Ямана та Желино». За іншим переказом дізнаємося, що більш як 250 років тому тут, в районі озера Великий Сарикуль, господарював багатий казахський бай Ямангул. Він славився численністю своїх кочівних табунів і створив великий опір наступу росіян на казахські землі і степи, якими він володів. В 1747 році на річці Єманжелинці засновано російську фортецю, яка оберігала захоплені землі. За документами XVIII-XIX століть топоніми «Єманжелинка», «Єманжелино» - від башкирського та татарського  назви Яманйилга (Яман-Җилга), що впадає в озеро Великий Сарикуль, що перекладається як «Погана річка» з причини її заболочених берегів.

## Ресурси Інтернету
- Офіційний сайт Єманжелинського району(рос.)